# Калатабьяно
Калатабьяно (итал. Calatabiano) — коммуна в Италии, располагается в регионе Сицилия, подчиняется административному центру Катания.
Население составляет 5286 человек (на 2004 г.), плотность населения составляет 200 чел./км². Занимает площадь 26 км². Почтовый индекс — 95011. Телефонный код — 095.
Покровителем коммуны почитается святой Филипп из Агиры, празднование 12 мая.